# In War and Pieces
In War and Pieces trinaesti je studijski album njemačkog thrash metal sastava Sodom. Album je objavljen 22. studenog 2010. godine u Europi, 11. siječnja 2011. godine u SAD-u i Kanadi, i u svibnju 2011. godine u Brazilu. Objavila ga je diskografska kuća Steamhammer.
Album se prodao u samo 700 primjeraka u prvom tjednu prodaje u SAD-u, što je manje od bilo kojeg drugog albuma sastava.

## Popis pjesama
Tekstovi i glazba: Tom Angelripper, Nadja Herten, Bernemann i Schottkowsk. 
| 1.    | »In War and Pieces«              | 4:11 |
| 2.    | »Hellfire«                       | 3:07 |
| 3.    | »Through Toxic Veins«            | 4:43 |
| 4.    | »Nothing Counts More Than Blood« | 3:49 |
| 5.    | »Storm Raging Up«                | 5:08 |
| 6.    | »Feigned Death Throes«           | 3:59 |
| 7.    | »Soul Contraband«                | 3:50 |
| 8.    | »God Bless You«                  | 5:10 |
| 9.    | »The Art of Killing Poetry«      | 4:38 |
| 10.   | »Knarrenheinz«                   | 3:20 |
| 11.   | »Styptic Parasite«               | 5:13 |
| 47:25 |                                  |      |

## Zasluge
- Tom Angelripper – vokali, bas-gitara
- Bernemann – glavna i ritam gitara
- Bobby – bubnjevi, udaraljke

Ostalo osoblje
- Eliran Kantor – omot albuma
- Dennis Koehne – inženjer zvuka, miksanje, mastering
- Nadja Herten – tekst
- Waldemar Sorychta – produciranje, inženjer zvuka, miksanje, mastering
- Olli Eppmann – fotografija